# Poiana Câmpina
Poiana Câmpina – wieś w Rumunii, w okręgu Prahova, w gminie Poiana Câmpina. W 2011 roku liczyła 3097 mieszkańców.